# Emil Örn
Emil Örn är en seriefigur och skurk i Kalle Ankas och Musse Piggs universum.
Emil Örn är en ond uppfinnare. Han är en kortväxt örn, klädd som en människa med tröja, byxor och skor. Han gillar mest att jobba ensam med sina uppfinningar. Emils ärkefiende är Oppfinnar-Jocke, den gode uppfinnaren, och han försöker ofta sabotera Jockes uppfinningar. I flera serier är det istället Musse Pigg, Stål-Långben eller Joakim von Anka som är Emils antagonister. Han har samarbetat med Putte och Knölen men även utnyttjat och lurat dem. 
Emil Örn förekom framförallt i Disneys serier under 1960- och 1970-talet. Den första serien där han förekommer var En arg konkurrent som publicerades 1966.